# Gyula Kosice
Gyula Kosice (Košice, 26 de abril de 1924 — Buenos Aires, 25 de maio de 2016) foi um escultor, poeta, artista plástico e teórico checoslovaco nacionalizado argentino, considerado um dos pioneiros da arte cinética.

## Biografia
Nasceu em 26 de abril de 1924, em Košice, na Checoslováquia (atual Eslováquia). Em 1928, seus pais emigraram para a Argentina, onde se instalaram e o batizaram com o nome de Fernando Fallik.
Gyula Kosice utilizava o nome de sua cidade natal como nome artístico. Foi um dos iniciadores da arte não-figurativa na América Latina. Sua obra Röyi (1944) é a primeira escultura articulável com a participação do público no continente. Utilizou, pela primeira vez a nível mundial, o gás néon e água como elementos constitutivos de suas obras artísticas. Luz e movimento também estão presentes em suas obras. 
Em 1946, juntamente com Carmelo Arden Quin, funda o movimento artístico MADI.
Em 1947 realizou sua primeira exposição individual no Bohemien Club na Galerías Pacífico, em Buenos Aires, esta foi a primeira exposição de arte abstrata na América Latina. 
Em 1961 realizou uma exposição no Stedelijk Museum de Amsterdã, Países Baixos e outra em 1967 para a exposição Kunst-Licht-Kunst no Van Abbemuseum, em Eindhoven. 
Fez mais de 40 exposições próprias e 500 exposições coletivas em todo o mundo. 
Também criou monumentos para espaços abertos em vários países.
Em 2005, Kosice transformou seu estúdio e sua loja em um museu. 
Era cidadão argentino e morava em Buenos Aires.
Morreu em 25 de maio de 2016, aos 92 anos.

## Livros publicados
- Invención (1945)
- Golsé-sé (1952)
- Peso y medida de Alberto Hidalgo (1953)
- Antología Madí (1955)
- Geocultura de la Europa de hoy (1959)
- Poème hydraulique (1960)
- Arte hidrocinético  (1968)
- La ciudad hidroespacial (1972)
- Arte y arquitectura del agua (1974)
- Arte Madí (1982)
- Del Arte Madí a la Ciudad Hidroespacial (1983)
- Obra poética (1984)
- Entrevisiones (1985)
- Teoría sobre el arte (1987)
- Kosice (1990)
- Arte y filosofía porvenirista (1996)
- Madigrafías y otros textos (2006)
- Autobiografía (2010)

## Legado
Ao longo de sua vida, Gyula Kosice fez mais de 40 exposições pessoais e participou de 500 exposições coletivas em todo o mundo.

Ele é lembrado por suas contribuições inovadoras ao movimento da arte cinética na Argentina. Ele foi o primeiro a usar luz neon e gás, criando padrões não representativos em suas esculturas. Ele criou muitas esculturas monumentais, passeios hidroespaciais e hidrowalls usando esses elementos.